# Општина Уда (Арђеш)
Уда (рум. Uda) општина је у Румунији у округу Арђеш.
Oпштина се налази на надморској висини од 435 m.